# Arroyo de la Aruera
Der Arroyo de la Aruera ist ein Fluss im Norden Uruguays.
Er entspringt auf dem Gebiet des Departamento Artigas in der Cuchilla Yacaré Cururú einige Kilometer südwestlich der Departamento-Hauptstadt Artigas. Von dort fließt er in nordnordöstliche Richtung und mündet einige Kilometer nordwestlich von Artigas und flussabwärts von Paso de la Isla als linksseitiger Nebenfluss in den Río Cuareim.